# Kevin Molino
Kevin Molino (ur. 17 czerwca 1990 w Carenage) – trynidadzko-tobagijski piłkarz występujący na pozycji ofensywnego pomocnika, zawodnik amerykańskiego klubu Columbus Crew.

## Kariera klubowa
Molino rozpoczynał swoją karierę piłkarską w drużynie szkolnej East Mucurapo Secondary. Pierwszym profesjonalnym klubem, z którym podpisał kontrakt, był Ma Pau SC. W seniorskim zespole spędził dwa lata, będąc podstawowym piłkarzem Ma Pau, jednak odszedł z ekipy po wycofaniu się jej z rozgrywek TT Pro League. W 2011 roku przeszedł do nowo założonego amerykańskiego klubu Orlando City SC, występującego na co dzień w trzeciej lidze. W USL Pro zadebiutował 10 kwietnia 2011 w wygranym 3:0 meczu z FC New York, natomiast premierowego gola strzelił 15 maja tego samego roku w wygranej 1:0 konfrontacji z Pittsburgh Riverhounds. Szybko wywalczył sobie miejsce w wyjściowej jedenastce i już w pierwszym sezonie zdobył z Orlando mistrzostwo ligi.
W 2015 roku Molino został zawodnikiem nowo utworzonego klubu Orlando City SC, który przystąpił do rozgrywek MLS (dotychczasowy klub Orlando City SC został rozwiązany). W MLS zadebiutował 8 marca 2015 w zremisowanym 1:1 meczu z New York City FC. Graczem Orlando był w sezonach 2015 oraz 2016. W 2017 roku przeszedł do drużyny Minnesota United FC, także grającej w MLS. Od 2021 jest zawodnikiem Columbus Crew.

## Kariera reprezentacyjna
W 2007 roku Molino został powołany do reprezentacji Trynidadu i Tobago U-17 na Młodzieżowe Mistrzostwa Świata w Korei Południowej. Pozostawał wówczas rezerwowym drużyny i rozegrał tylko jeden mecz, natomiast jego kadra narodowa nie zdołała wyjść z fazy grupowej. Dwa lata później z takim samym skutkiem reprezentacja Trynidadu i Tobago U-20 z Molino w składzie wzięła udział w Młodzieżowych Mistrzostwach Świata w Egipcie. Wówczas wystąpił on w dwóch spotkaniach, nie zdobywając bramki.
W 2011 roku znalazł się w składzie reprezentacji Trynidadu i Tobago U-23 na Igrzyska Panamerykańskie w Meksyku, kiedy to po raz kolejny jego zespół nie wyszedł z grupy. Kilka miesięcy później wystąpił w sześciu meczach wchodzących w skład eliminacji do Igrzysk Olimpijskich w Londynie, podczas których pięciokrotnie wpisał się na listę strzelców – cztery razy w wygranym 9:1 spotkaniu z Surinamem i raz w przegranym 1:7 meczu z Meksykiem. Ostatecznie jego kadra nie zakwalifikowała się na olimpiadę.
W seniorskiej reprezentacji Trynidadu i Tobago Molino zadebiutował 5 listopada 2010 w wygranym 2:1 meczu towarzyskim z Gujaną. Premierowego gola w kadrze narodowej strzelił 8 października 2011 w przegranej 1:2 konfrontacji z Bermudami w ramach eliminacji do Mistrzostw Świata 2014. Jego drużyna nie zdołała się zakwalifikować na mundial w Brazylii.